# Гольцкірхен (станція)
47°53′04″ пн. ш. 11°41′49″ сх. д. / 47.884547° пн. ш. 11.696923° сх. д.
Гольцкірхен (нім. Bahnhof Holzkirchen, нім. Holzkirchen) — залізнична станція у місті Гольцкірхен. 
Відкрита разом з Мангфалльтальбан як частина Баварської Максіміліанської залізниці 31 жовтня 1857 року. 
Це кінцевий пункт лінії міської залізниці S3, обслуговується також потягами Bayerische Oberlandbahn до Розенгайма, Ленггріса, Шлірзе/Байрішцель та Тегернзе.

## Історія
Станція Гольцкірхен була відкрита 31 жовтня 1857 разом з лінією на Розенгайм як частина Максіміліанської залізниці. Вся Максиміліанська залізниця від Ульма через Мюнхен до Зальцбурга була завершена 1 серпня 1860 року. З відкриттям лінії до Місбаха 23 листопада 1861 року Гольцкірхен став залізничним вузлом. 1862 року залізнична лінія Мюнхен–Гольцкірхен була розширена до двох колій через збільшення інтенсивності руху. 1868 року маршрут було продовжено до Місбаха до Гаусгама, а в 1869 році до Шлірзе. 
15 березня 1871 року було відкрито залізницю Мюнхен — Розенгайма. Оскільки більшість поїздів тоді курсували через Графінг, Баварська Максіміліанська залізниця і залізнична станція Гольцкірхен частково втратили своє значення.
Лінія до Бад-Тельца була відкрита 1 червня 1874 року та продовжена до Ленггріса 3 вересня 1924 року.
З грудня 2013 року щогодини здійснюються рейси лінією Мангфалльтальбан потягами Meridian від Transdev GmbH (раніше DB) через Бад-Айблінг до Розенгайма. У будні дев'ять поїздів Meridian курсують безперервно з Розенгайма через Гольцкірхен до Мюнхен-Головний.

## Транспортне сполучення

### Колійний розвиток
Станція має центральну платформу 1 і дві острівні платформи між коліями 2/3 і 4/5, які є безбар'єрними та доступні через ліфти. Центральна платформа між коліями 2 і 3 призначена для поїздів міської залізниці з та до Мюнхена. На платформі 1 потяги, що прямують із Мюнхена, розділяються: перша частина потягів прямує до Шлірзе/Байрішцель, а дві інші — до Шафтлаха. Потяги до Мюнхена збираються на платформі 4. Потяги до/з Розенгайма зупиняються на платформі 5. За нею розташовані дві роз'їзні колії, які використовуються для стоянки потягів. Всі наскрізні колії електрифіковані. Дві колії в напрямку Мюнхена закінчуються біля будівлі вокзалу.
| Платформа | Висота в см | Довжина в м | Примітки                                                                    |
| --------- | ----------- | ----------- | --------------------------------------------------------------------------- |
| 1         | 76          | 225         | Потяги у напрямку Ленггріса, Шлірзе, Тегернзее                              |
| 2         | 96          | 220         | Потяги міської залізниці з та до головного вокзалу Мюнхену                  |
| 3         | 96          | 220         | Потяги міської залізниці з та до головного вокзалу Мюнхену                  |
| 4         | 76          | 232         | Потяги з напрямків Ленггріса, Шлірзе, Тегернзе до головного вокзалу Мюнхену |
| 5         | 76          | 232         | Потяги з та до Розенгайма                                                   |

### Рух потягів
| Лінія | Маршрут | Частота | Частота в Година пік |
| ----- | --- | ------- | -------------------- |
| RB55  | Головний вокзал – Мюнхен-Доннерсбергербрюке – Харрас – Сіменсверке – Зольн – Гольцкірхен – Місбах – Шлірзе - Байрішцель | 60 хв   | 30 хв                |
| RB56  | Головний вокзал – Доннерсбергербрюке – Харрас – Сіменсверке – Зольн – Гольцкірхен – Шафтлах – Ленггріс | 60 хв   | 30 хв                |
| RB57  | Головний вокзал – Доннерсбергербрюке – Харрас – Сіменсверке – Зольн – Гольцкірхен – Шафтлах – Тегернзе | 60 хв   | 30 хв                |
| RB58  | Головний вокзал – Доннерсбергербрюке – Геймеранплац – Харрас – Мітерзендінг – Сіменсверке – Зольн – Дайзенхофен – Гольцкірхен – Кройцштрасе – Бад-Айблінг – Розенгайм | -       | 9 пар потягів        |
| S3    | Маммендорф – Мальхінг – Майзах – Гернлінден – Естінг – Ольхінг – Гребенцелль – Лохгаузен – Лангвід – Пазінг – Лайм – Гіршгартен – Доннерсбергербрюке – Гакербрюке – Головний вокзал – Карльсплац (Штахус) – Марінплац – Ізартор – Розенгаймер-плац – Мюнхен-Східний – Ст.-Мартін-штрасе – Гізінг – Фазангартен – Фазаненпарк – Унтерахінг – Тауфкірхен – Фурт – Дайзенгофен – Зауерлах – Оттерфінг – Гольцкірхен | 20 хв   | 10 хв                |

### Приміський громадський транспорт
| Лінія | Оператор      | Маршрут                                                                                        |
| ----- | ------------- | ---------------------------------------------------------------------------------------------- |
| 9001  | Oberbayernbus | Місцевий автобус Гольцкірхену, лінії 1–6                                                       |
| 9553  | Oberbayernbus | Гольцкірхен – Заксенкам – Шафтлах – Ваакірхен – Райхерсбоєрн – Бад-Тельц – Обергріс – Ленггріс |
| 9561  | Oberbayernbus | Гольцкірхен – Фаллай – Вайарн – Місбах – Гаусгам – Шлірзе                                      |
| 9566  | Oberbayernbus | Гольцкірхен – Варнгау – Гмунд-ам-Тегернзе – Тегернзе                                           |
| 9567  | Oberbayernbus | Гольцкірхен – Варнгау – Місбах                                                                 |
| 9568  | Oberbayernbus | Гольцкірхен – Оттерфінг – Дітрамсцель – Бад-Тельц                                              |

## Галерея

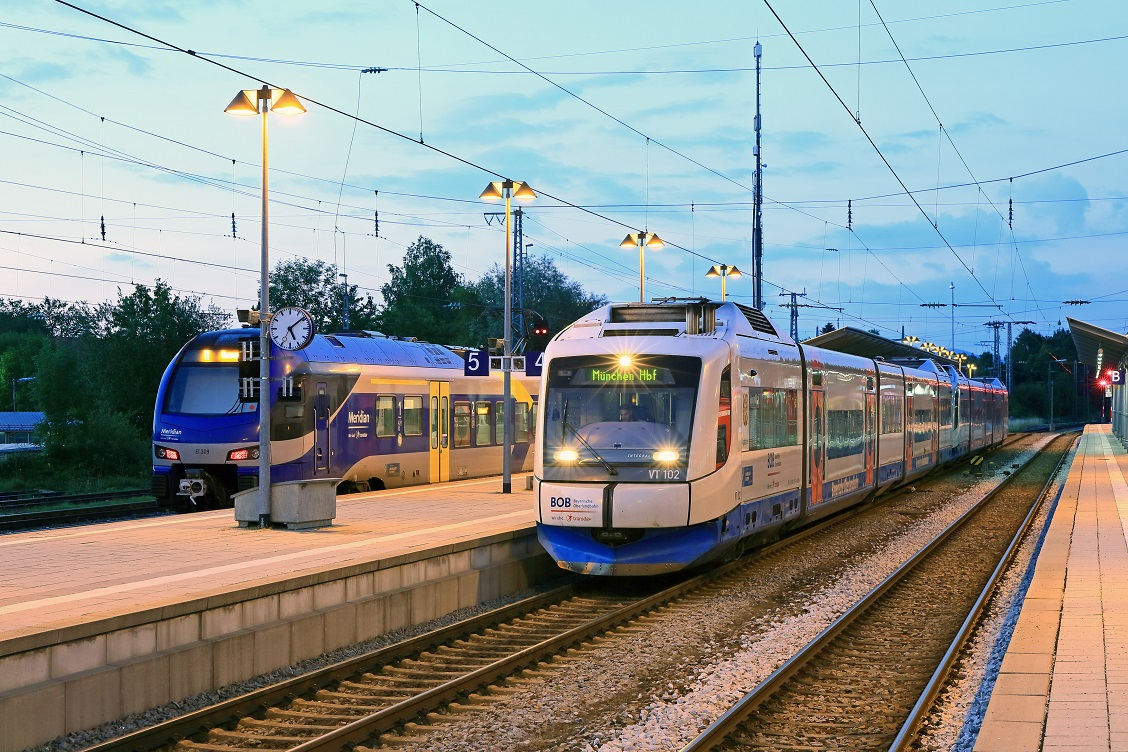
Meridian (ліворуч) та Bayerische Oberlandbahn (BOB) (праворуч) на колії 4 та 5 (2016)
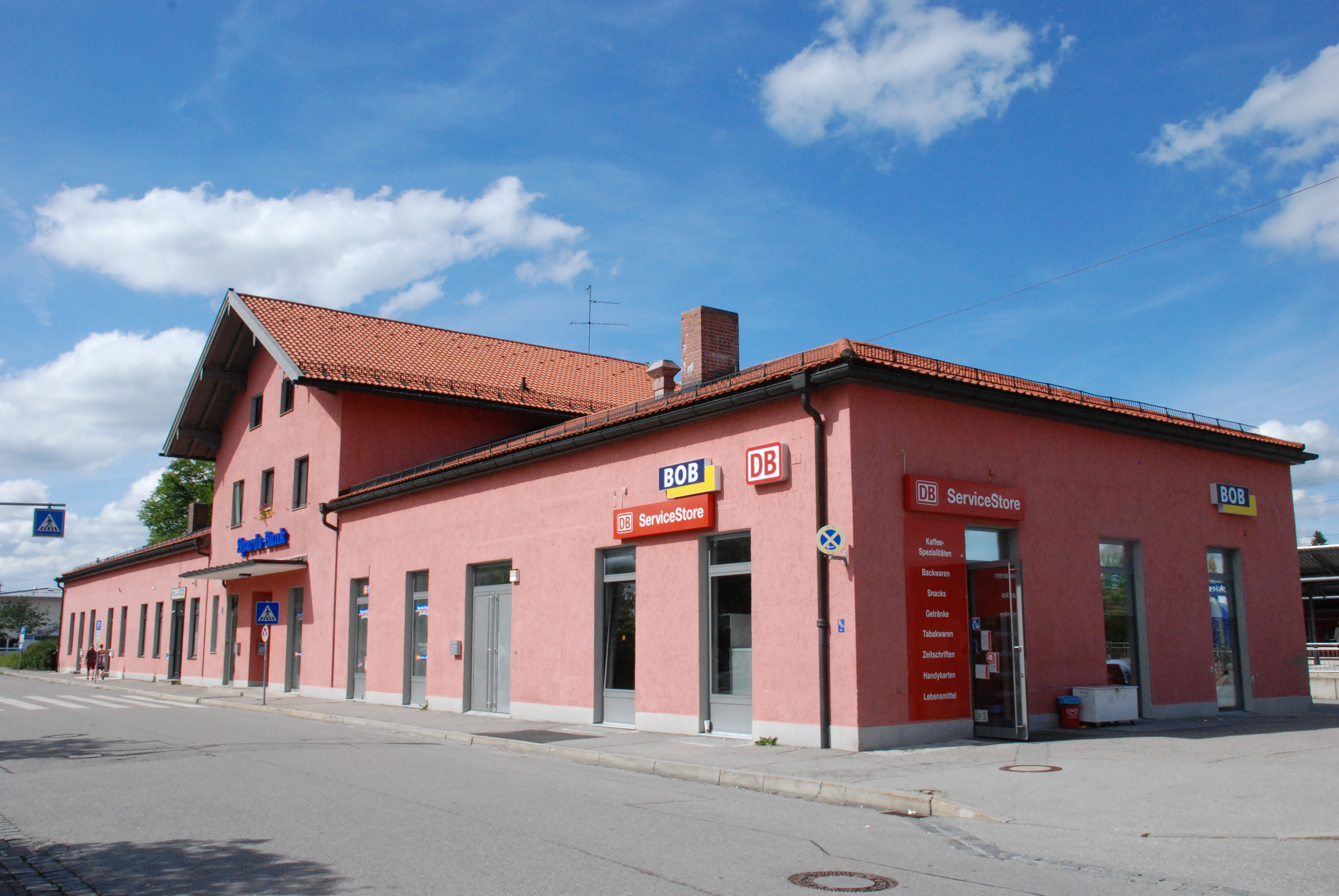
Будівля вокзалу (2011)
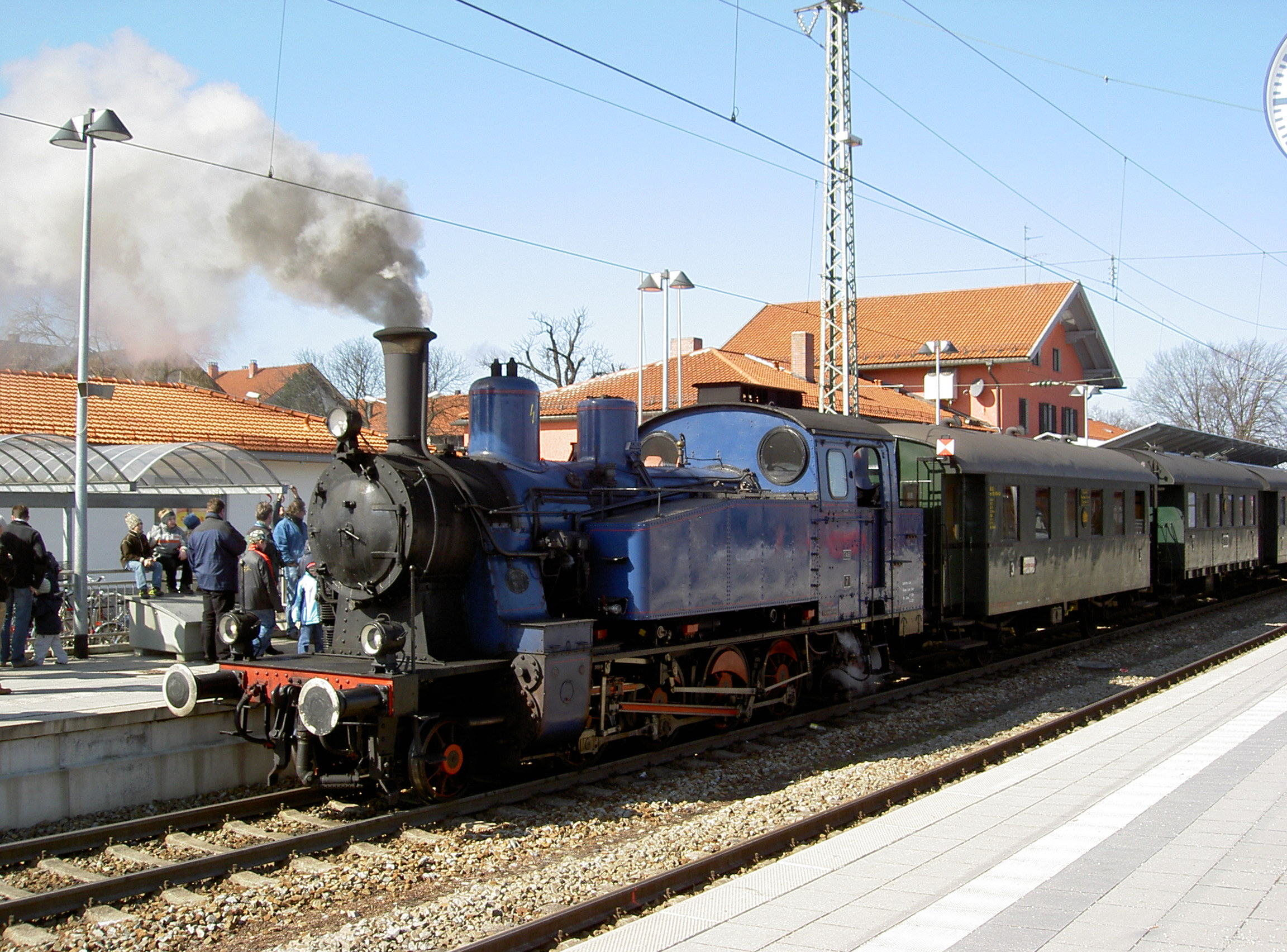
TAG 7 на колії 1 (2007)
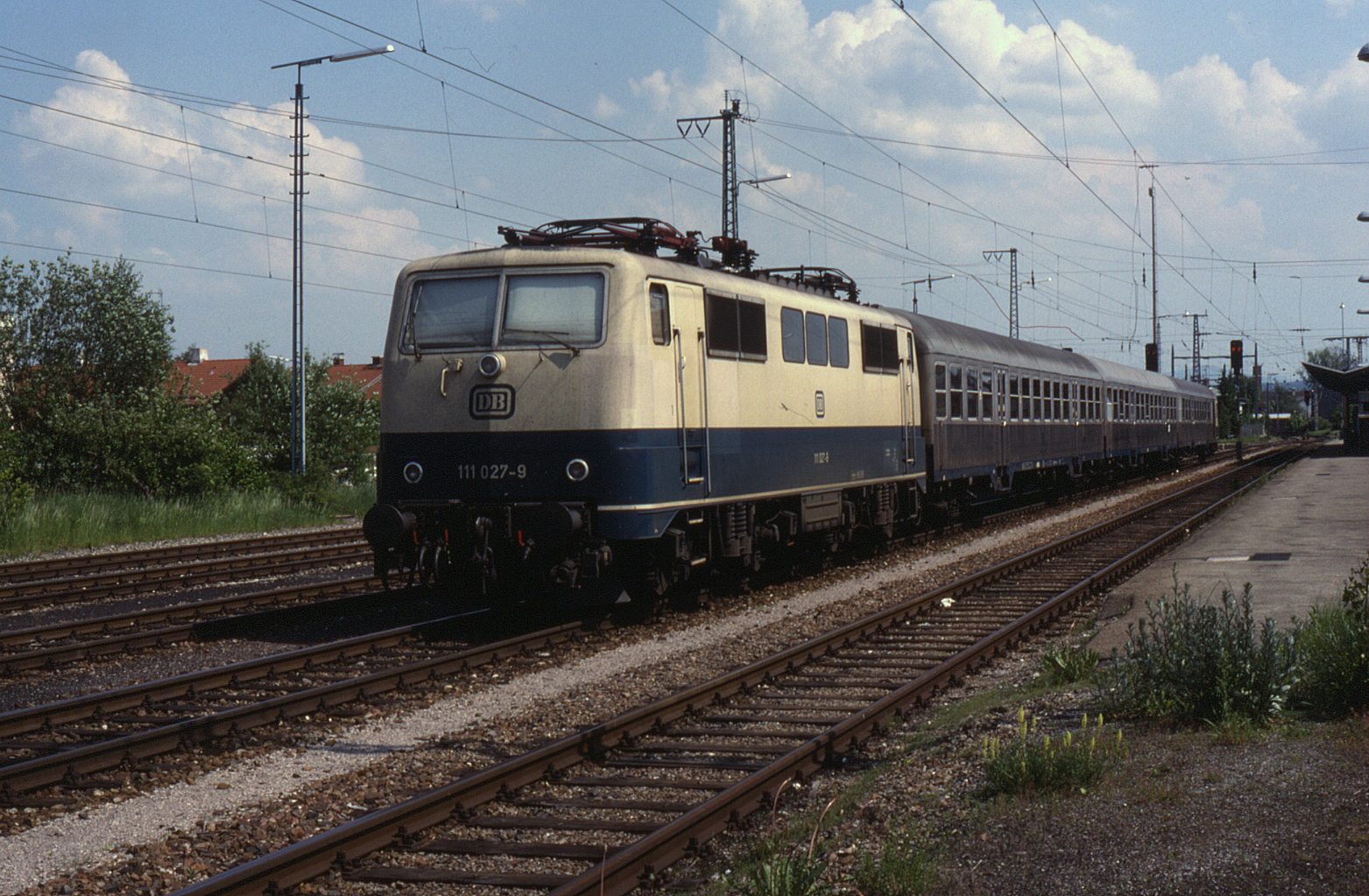
Електропотяг з BR 111 та n-Wagen (1989)
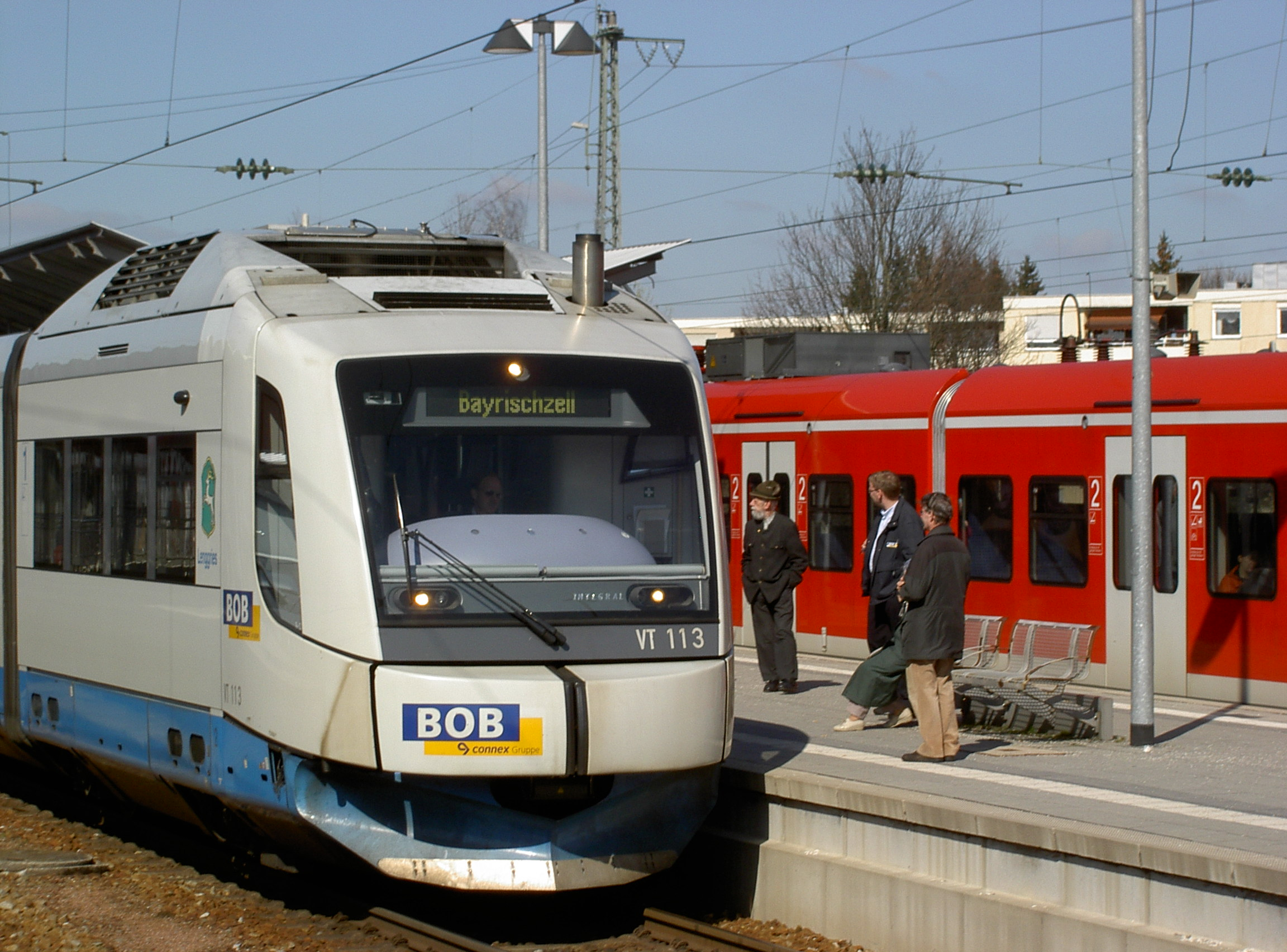
Integral S5D95 та ET 425 (2007)
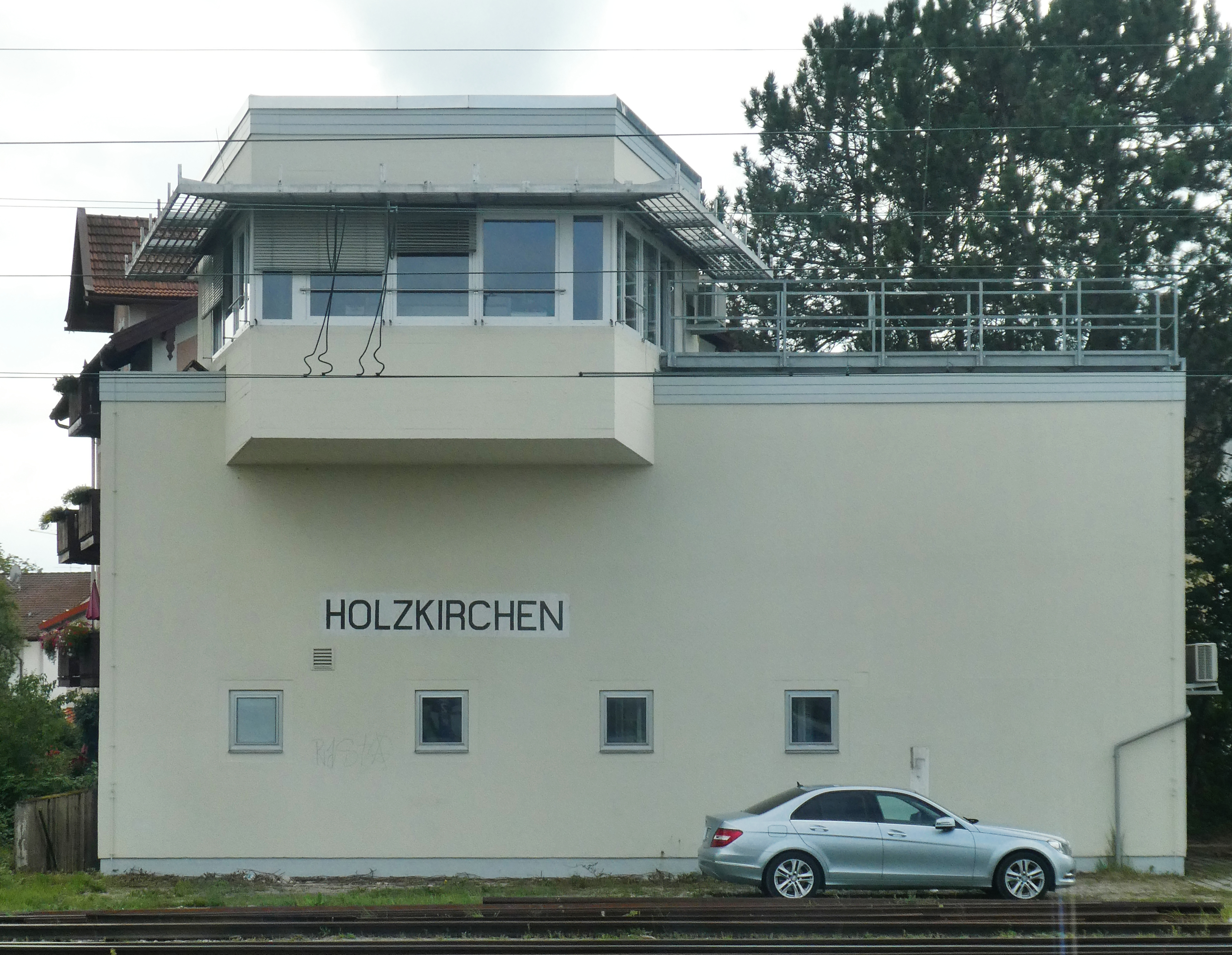
СЦБ (2021)